# Thomas-Verfahren

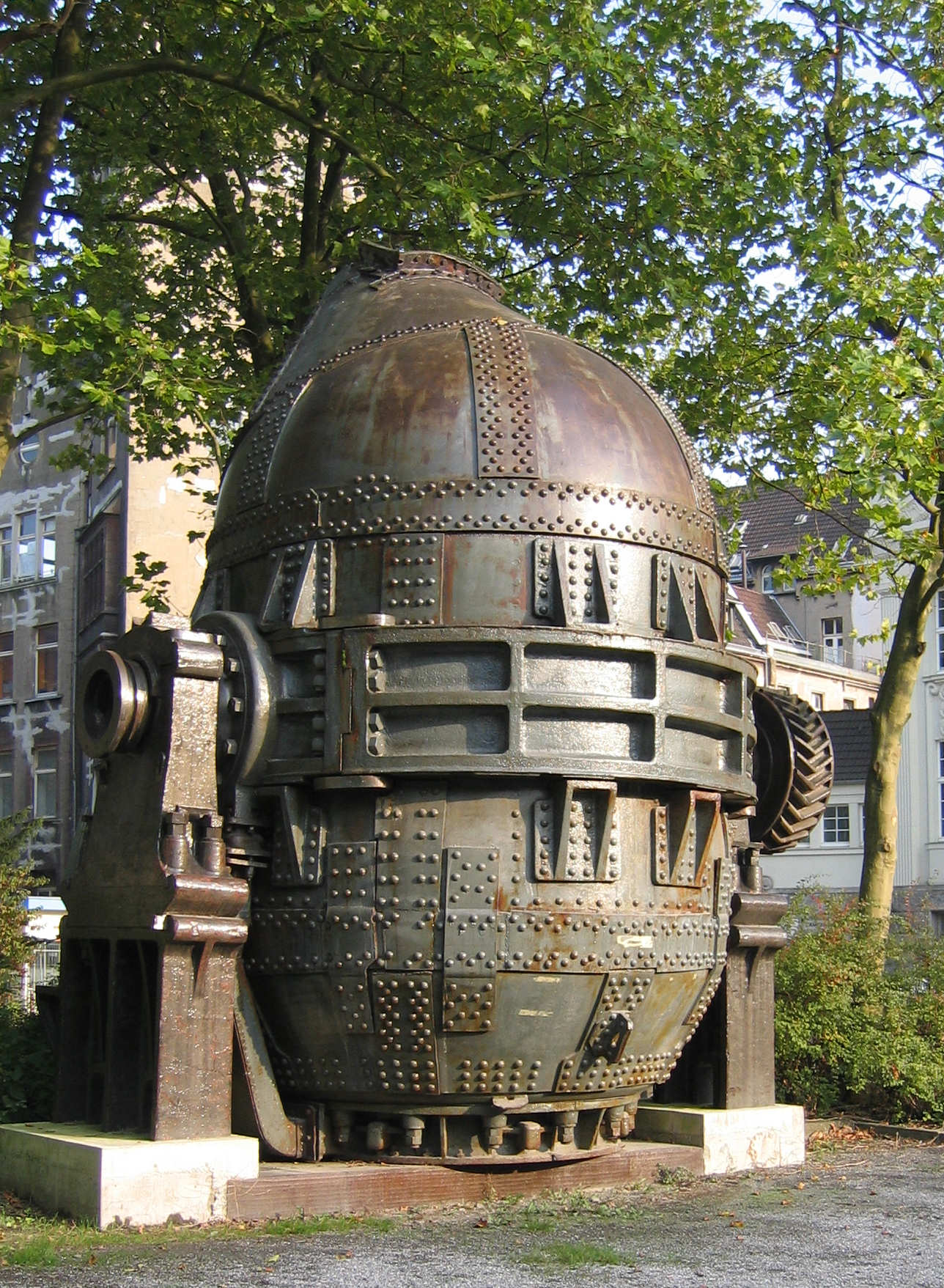
Thomas-Konverter der Hörder Kesselschmiede von 1954. Bis 1964 im Thomas-Stahlwerk Phoenix-Ost im Einsatz. Die Thomas-Birne hat eine Höhe von 7 Metern und wiegt 64 Tonnen.

Das Thomas-Verfahren oder vollständig Thomas-Gilchrist-Verfahren bezeichnet ein Verfahren zur Stahl-Erzeugung und wurde nach den britischen Metallurgen Sidney Thomas (1850–1885) und Percy Carlyle Gilchrist (1851–1935) benannt. Der so erstellte Stahl wird als Thomasstahl bezeichnet.

## Verfahrensweise

Chemie beim Thomas-Verfahren

Das Thomas-Verfahren (auch basisches Windfrischverfahren genannt) ist ein so genanntes Blas- oder Windfrischverfahren, bei dem durch Bodendüsen des Konverters (Stahlherstellung), der Thomas-Birne, Luft in das flüssige Roheisen geblasen wird.
Der Oxidationsprozess, der den Kohlenstoffanteil senkt (das Frischen), lieferte in diesem Verfahren genug Wärme, um den Stahl flüssig zu halten, eine externe Wärmezufuhr war in den Konvertern deshalb nicht notwendig.
Die Thomas-Birne war mit einer basisch wirkenden Dolomitstein- oder Dolomit-Teer-Mischung ausgemauert und eignete sich vor allem für das Verarbeiten phosphorreichen Eisens.
Der zu Phosphorpentoxid oxidierte Phosphor wurde mit dem als Zuschlag beigefügten Kalkstein verschlackt (Thomasschlacke) und kam fein gemahlen unter der Bezeichnung Thomasmehl als Phosphatdünger in den Handel.
Thomasstahl diente der Fertigung von Schienen, Profileisen und Blechen. So wurde im deutschen Brückenbau Thomasstahl erstmals in größerem Umfang beim Bau der neuen Eisenbahnbrücken im Weichseldelta durch Georg Christoph Mehrtens zu Beginn der 1890er Jahre eingesetzt. Fast alle Stahlkonstruktionen der 1950er- bis 1970er-Jahre sind aus diesem Stahl gebaut.

## Geschichte
Das Thomas-Verfahren stellt an sich nur eine geringe Abwandlung des Bessemer-Verfahrens dar, wofür nur die Auskleidung des Konverters auf Dolomit umgestellt und eine Anlage für die Kalkzugabe angeschafft werden musste. Fast alle deutschen Hüttenwerke nahmen daher Anfang der 1880er Jahre Versuche in stillgelegten Bessemer-Konvertern auf, um das neue Verfahren bewerten zu können oder Umgehungspatente anzumelden. Für Deutschland kauften auf Initiative von Gustave Léon Pastor und Josef Massenez die Rheinischen Stahlwerke sowie der Hörder Bergwerks- und Hütten-Verein gemeinsam die Patentrechte und lizenzierten sie an andere deutsche Hütten, vor allem aber an die Hüttenwerke Lothringens, die auf reichen phosphorhaltigen Minette-Vorkommen saßen.

## Nachteile des Verfahrens

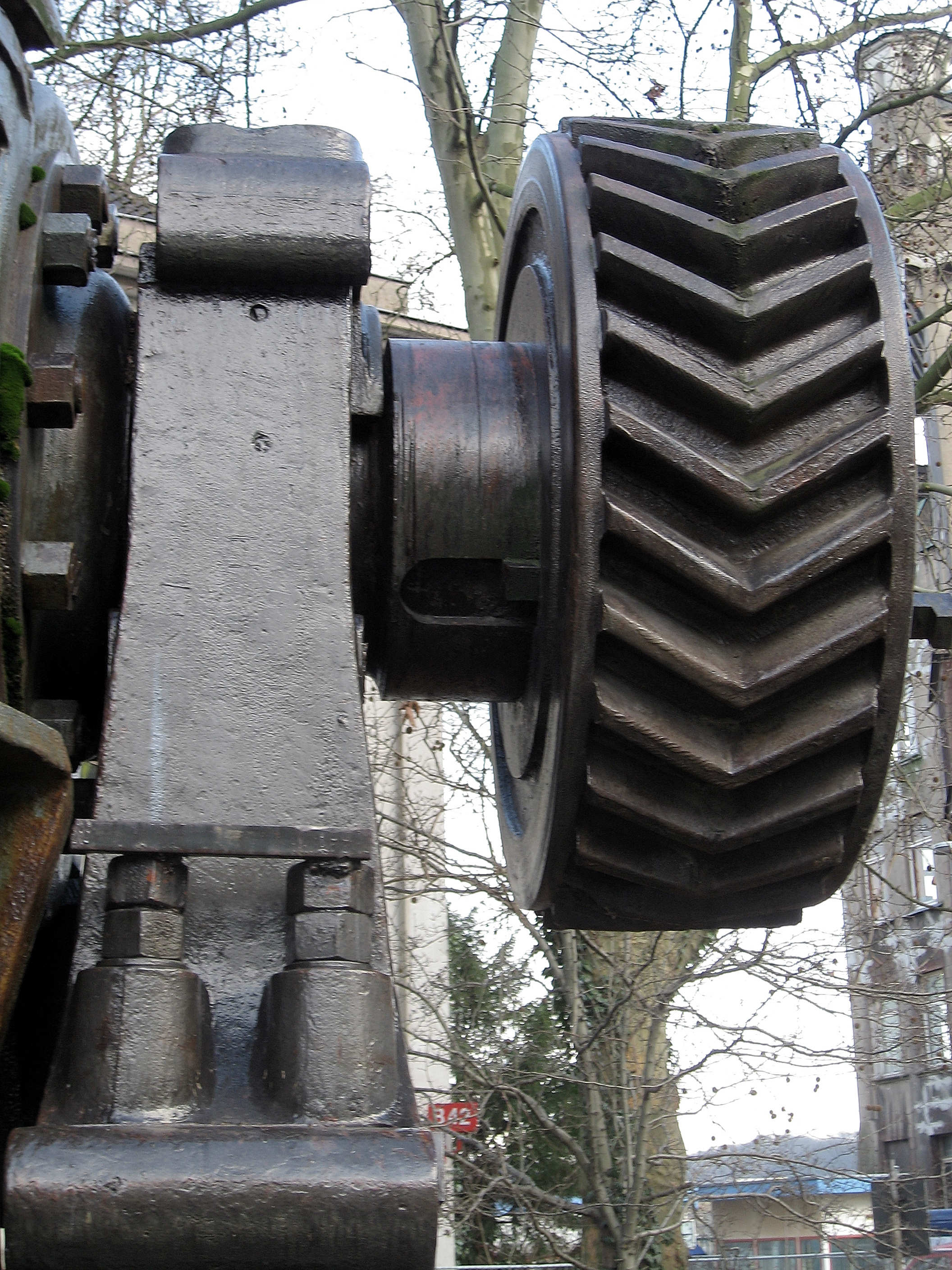
Thomas-Birne, Detail pfeilverzahnter Kippantrieb

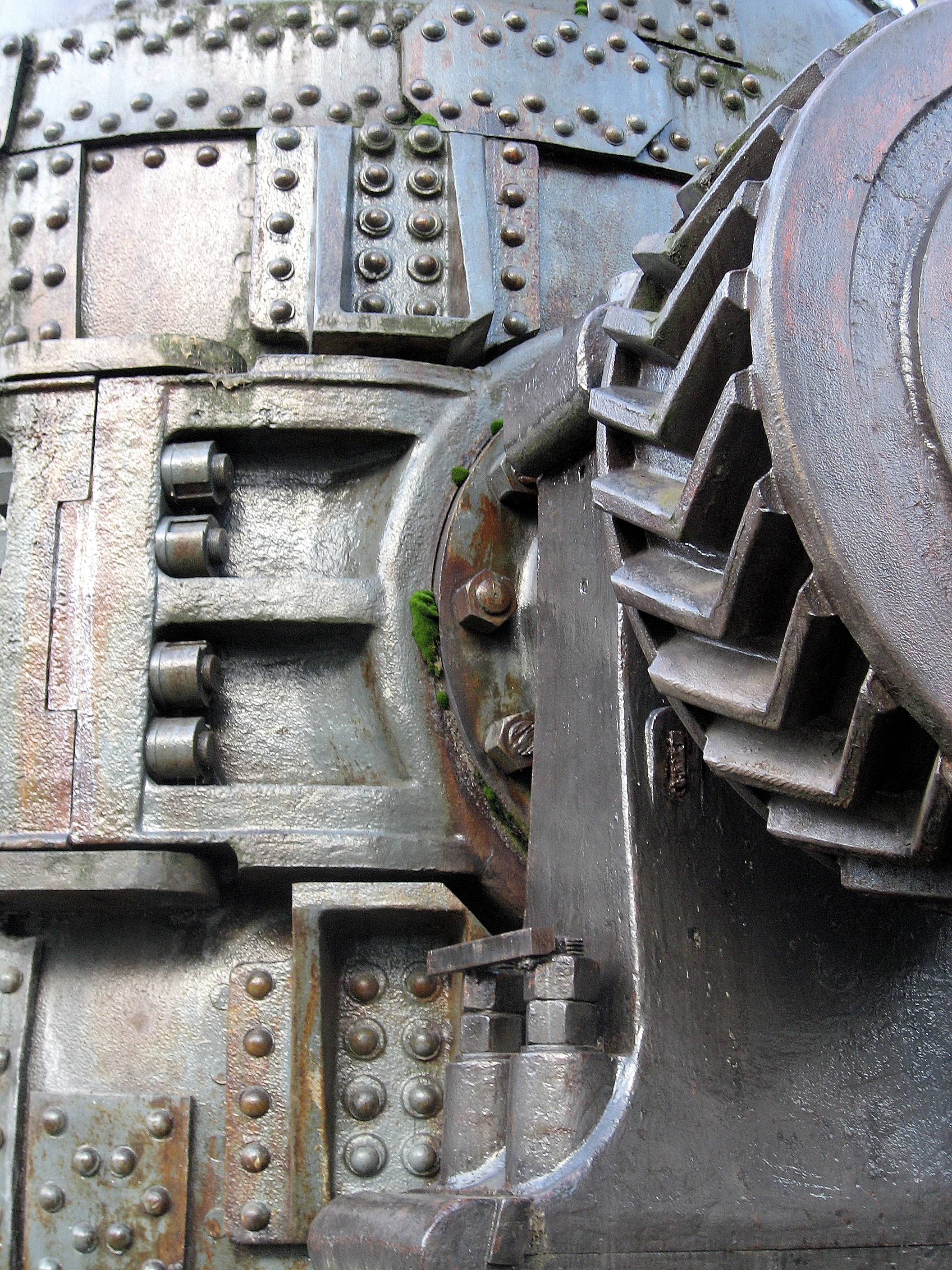
Thomas-Birne, Details genietetes Gefäß, verschraubter Haltering

Das Windfrischen hat den metallurgischen Nachteil, dass zwangsläufig große Mengen an Stickstoff (Luft enthält etwa 78 % Stickstoff) und Wasserstoff im Stahl gelöst werden. Stickstoff bildet im Stahl mit Eisen und anderen Legierungselementen harte, spröde Nitride, die den Stahl weniger zäh machen. Dazu kommt im Laufe der Jahre eine zusätzliche Stickstoffversprödung im Stahl.
Es wurden bevorzugt phosphorreiche Eisenerze im Thomaskonverter gefrischt. Phosphor ist ein Stahlbegleiter, der die Zähigkeit, insbesondere bei tiefen Temperaturen, stark herabsetzt.
Thomasstähle gelten als schlecht schweißbar. Der hohe Wasserstoffgehalt begünstigt Kaltrisse, was bei Schweißarbeiten an alten Stahlkonstruktionen besonders zu berücksichtigen ist. Als vorbeugende Maßnahme werden beim Schweißen Zusatzwerkstoffe mit hoher Zähigkeit verwendet.
Mitte der 1970er Jahre wurde in der Bundesrepublik Deutschland, seit Anfang der 1980er Jahre in den meisten Ländern, die Produktion von Thomasstahl eingestellt und das Thomasverfahren selbst durch das Linz-Donawitz-Verfahren abgelöst.

## Bekannte Schadensfälle
In den Fokus der Öffentlichkeit gerieten Thomasstahlprodukte noch einmal durch das Münsterländer Schneechaos, als im November 2005 bei außergewöhnlich starkem Schneefall und Sturm 82 Hochspannungsmasten unter der mehrfach erhöhten Eislast (ca. 18,9 kg/m) abknickten. Die Betreiber, vor allem die RWE, hielten die Masten jedoch nicht für erhöht sprödbruchgefährdet. Die RWE argumentierte, dass bei dieser Naturkatastrophe nicht nur alte Masten aus Thomasstahl abgeknickt waren, sondern auch neuere Masten aus modernen Werkstoffen. Nach einem Gutachten der Bundesanstalt für Materialforschung und -prüfung, das von der Bundesnetzagentur in Auftrag gegeben wurde, war die Schadensursache das gleichzeitige Auftreten von insgesamt acht Schadensauslösern:
1. starker Wind
2. sehr starker Schneefall
3. Temperaturen um den Gefrierpunkt
4. nasser und dadurch schwerer Schnee
5. einsetzender Regen
6. einseitige Belastung der Abspannfelder
7. Seitenwind
8. einzelne in sich drehbare Leiterseile

Insbesondere seien keinerlei Korrosionsstellen gefunden worden.
Thomasstahl wird zwar bereits seit Ende der 1960er-Jahre nicht mehr für Hochspannungsmasten verwendet, jedoch sind bis heute auch Masten aus Baujahren vor 1940 im Einsatz.
Im Juni 2006 sagten RWE-Vertreter im Wirtschaftsausschuss des Landtags NRW, sie wollten 28.000 (von 42.000) Masten reparieren bzw. ersetzen (bis 2015), 550 Millionen Euro in die Sanierung investieren und dabei vorrangig Masten in der Nähe von Wohngebieten und Straßen sanieren.
Die NRW-Wirtschaftsministerin Christa Thoben drängte auf ein rascheres Handeln der RWE und kritisierte auch die Haltung des VDEW (Verband der Elektrizitätswirtschaft) und des VDN (Verband der Netzbetreiber).